# Свєшников Герман Олександрович
Герман Олександрович Свєшников (рос. Герман Александрович Свешников, нар. 11 травня 1937, Горький, Російська РФСР, СРСР — 8 червня 2003, Нижній Новгород, Росія) — радянський фехтувальник на рапірах, дворазовий олімпійський чемпіон (1960 та 1964 роки) та срібний (1968 рік) призер Олімпійських ігор, дев'ятиразовий чемпіон світу.

## Виступи на Олімпіадах
| Олімпіада   | Дисципліна           | Місце |
| ----------- | -------------------- | ----- |
| Рим 1960    | командна рапіра      | 1     |
| Токіо 1964  | індивідуальна рапіра | 9     |
| Токіо 1964  | командна рапіра      | 1     |
| Мехіко 1968 | індивідуальна рапіра | 7     |
| Мехіко 1968 | командна рапіра      | 2     |